# Höheres Kommando Kopenhagen
Het Duitse Höheres Kommando Kopenhagen (Nederlands: Hoger Korps Commando Kopenhagen) was een soort Duits Legerkorps van de Wehrmacht tijdens de Tweede Wereldoorlog. 

## Krijgsgeschiedenis

### Oprichting
Het Höheres Kommando Kopenhagen werd opgericht op 3 december 1943 in Kopenhagen door het omdopen van de Oberfeldkommandantur 398 (OFK 398).

### Inzet
Het Höheres Kommando was gedurende zijn bestaan deel van de bezettingsmacht en verdediging van Denemarken. In 1944 had het Höh.Kdo. het bevel over o.a. 4-5 regimenten (Genesenen-Regiments-Stab), de Grenadierregimenten D 1101 – D 1105.
Höheres Kommando Kopenhagen capituleerde op 5 mei 1945 bij Kopenhagen in de algehele Duitse capitulatie die voor dit gebied gold.

## Bovenliggende bevelslagen
| Leger                           | Legergroep | Plaats/regio | Begin           | Eind       |
| ------------------------------- | ---------- | ------------ | --------------- | ---------- |
| Wehrmachtsbefehlshaber Dänemark |            | Kopenhagen   | 3 december 1943 | 5 mei 1945 |

## Commandanten
| Rang            | Naam                              | Begin            | Eind         |
| --------------- | --------------------------------- | ---------------- | ------------ |
| Generalleutnant | Johan Wilhelm Guido Ernst Richter | 10 december 1943 | 9 maart 1945 |